# Friedrich Karl Keim
Friedrich Karl Keim (* 19. Juni 1852 in Bad Dürkheim; † 7. April 1923 in Karlsruhe) war ein deutscher Lehrer, badischer Beamter und Vorsitzender des Badischen Philologenvereins.

## Leben
Friedrich Keim stammte aus einer evangelischen Pfarrersfamilie. Sein Vater, Karl Friedrich Jakob Keim, geboren am 15. April 1825 in Speyer, arbeitete von 1862 bis 1910 als Stadtpfarrer an der Lutherkirche in Ludwigshafen am Rhein und war im Nebenamt protestantischer Religionslehrer am Humanistische Gymnasium. Die Mutter Marie Elisabeth († 1925), geborene Knobloch, nahm ihre gastfreundliche Rolle als Pfarrfrau voll wahr. Die Eltern verbrachten ihren Lebensabend am letzten Wirkungsort der Pfarrersfamilie Keim in Ludwigshafen.
Nach dem Abitur 1869 studierte der Sohn, Friedrich Karl,
Altphilologie in Tübingen, Leipzig, München und Heidelberg. 1876 erhielt er eine Stellung als Professor am Progymnasium Offenburg, 1880 am Gymnasium Karlsruhe. 1902 wurde er Direktor des 1893 gegründeten ersten deutschen Mädchengymnasiums in Karlsruhe, das auf seine Anregung hin Lessing-Gymnasium genannt wurde und unter diesem Namen bis heute existiert (seit 1973 als koedukative Schule). 1914 wechselte er als Geheimer Regierungsrat ins badische Ministerium des Kultus und Unterrichts und wurde dort Leiter der Abteilung für höhere Lehranstalten.
Neben seinem Beruf als Lehrer war Keim von 1888 bis 1903 Schriftleiter der Badischen Schulblätter, später der Südwestdeutschen Schulblätter, sowie von 1904 bis 1912 Vorsitzender des Vereins der akademisch gebildeten Lehrer in Baden bzw. (seit 1907) des Badischen Philologenvereins. 1919 erhielt er die Ehrendoktorwürde der Universität Heidelberg.
Keim heiratete 1878 Johanna Lepique (* 5. Mai 1857). Aus der Ehe ging eine Tochter hervor, die ebenfalls den Namen Johanna erhielt. Diese heiratete später gegen den Widerstand ihrer Familie den Philosophen Leopold Ziegler.